# Poritia nicias
Poritia nicias är en fjärilsart som beskrevs av Hans Fruhstorfer 1917. Poritia nicias ingår i släktet Poritia och familjen juvelvingar. Inga underarter finns listade i Catalogue of Life.